# Art òptic

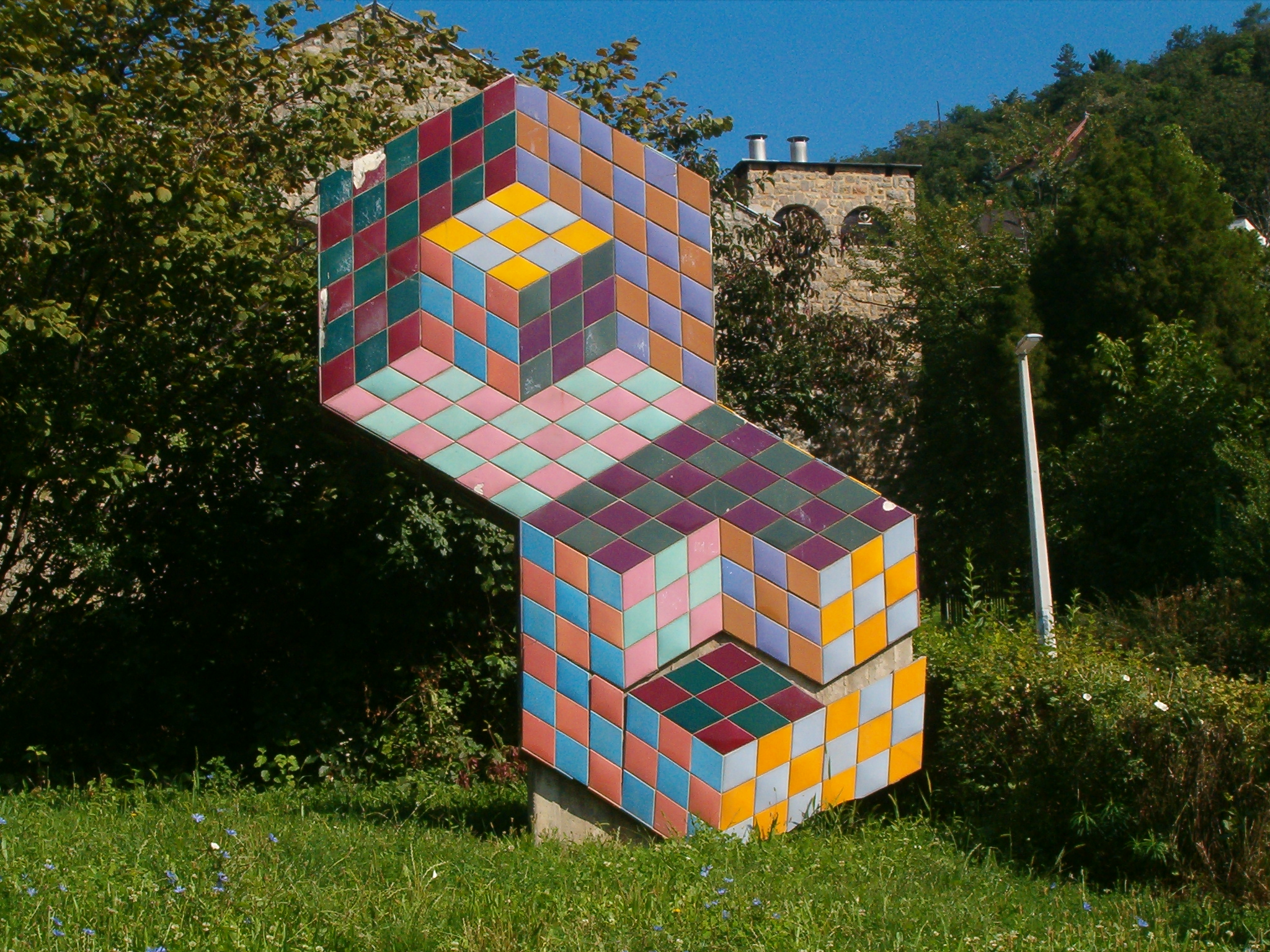
Escultura d'art òptic de Victor Vasarely a Pécs, Hongria.

L'art òptic - conegut sovint com a op art, abreviació d’optical art en anglès - és un moviment pictòric d'art abstracte geomètric que va sorgir a finals dels anys 1950 i va florir als anys 1960. Els enfocaments principals eren la percepció, la il·lusió òptica i la il·lusió de moviment. S'usà el terme per primer cop el 1964 a la revista Time.

## Descripció, història, etc.
Un interessant precursor d'aquest estil seria el tipus de teixit i les peces tèxtils tradicionals filipines conegudes com a en:binakael (binakel, binakol, binakul), amb els seus motius geomètrics de línies rectes que semblen curves.
A la meitat del segle xx, artistes com ara Victor Vasarely, Josef Albers i MC Escher van experimentar amb l'art òptic. En la dècada de 1960, el terme "Op Art" va ser encunyat per descriure el treball d'un creixent grup de pintors abstractes. Aquest moviment va ser liderat per Vasarely i Bridget Riley, i va incloure artistes com ara Richard Anuszkiewicz, François Morellet i Jesús Soto. L'Art Òptic és un corrent artístic abstracte, basada en la composició pictòrica de fenòmens purament òptics, sensacions de moviment en una superfície bidimensional, enganyen a l'ull humà mitjançant il·lusions òptiques. S'utilitzen estructures de repetició amb un ordre clar.
Davant d'altres tendències racionals, l'Art Òptic es basa en principis científics rigorosos amb l'objectiu de produir efectes visuals inèdits. Es tracta d'un art impersonal, tècnic, en el que queda oberta, a vegades, la possibilitat que l'espectador modifiqui la configuració que ofereix. Sorgeix com una derivació de l'abstracció geomètrica. Les obres de l'Art Òptic interaccionen amb l'espectador provocant una sensació de moviment virtual mitjançant efectes d'il·luminació òptica, situació que desencadena una resposta dinàmica de l'ull i una certa reacció psicològica derivada de la seva aparença sorprenent. S'utilitza la construcció de perspectives que l'ull no pot fixar en l'espai; efecte Rubin, que descobreix convexitats a partir de figures que comparteixen els seus contorns, l'efecte moaré, crear per la interferència de línies i cercles concèntrics junts a altres il·lusions perceptives d'inestabilitat, vibració o confusió, i un exagerat sentit de la profunditat. D'alguna manera, tota la pintura es basa en trucs de la percepció visual: la manipulació de regles de la perspectiva per donar la il·lusió de l'espai tridimensional, barrejant colors per crear la impressió de la llum i l'ombra, i així successivament. Van caracteritzar l'art òptic les creacions compostes per patrons de repetició de línies, cubs i cercles concèntrics, ens els que predominaven els colors blanc i negre amb la contraposició dels complementaris. Mitjançant la repetició de formes simples i un hàbil ús de colors, llums i ombres. Els artistes òptics aconsegueixen en les seves obres amplis efectes de moviment, donant-li total dinamisme a superfícies planes, les quals acaben sent, davant de l'ull humà, espais tridimensionals plens de vibració, moviment i oscil·lació. L'art cinètic-lumínic és, de fet, un dels desenvolupaments de l'art òptic. La matèria artística ja no és la tela, el pigment, etc. sinó l'espai, la llum i el temps. Com el procés de fabricació és objectiu, tecnològic, l'obra pot repetir-se, deixant a un costat la idea d'unicitat.

## Estètica
L'art òptic o «Op Art» es caracteritza per diversos aspectes: 
- És una evolució matemàtica de l'art abstracte.
- Utilització de la repetició de formes simples
- Confusió entre el fons i el primer pla
- Hàbil ús de les llums i les ombres
- El resultat és el d'una sensació d'un espai tridimensional que es mou
- L'absència total de moviment real. Totes les obres són físicament estàtiques, que és el que la diferència de l'art cinètic.
- Es pretén crear efectes visuals tals com moviment aparent, vibració, parpelleig o difuminació.
- Usa els recursos de línies paral·leles, tant rectes com sinuoses, contrastos, cromàtics marcats, ja sigui poli o bicromàtics, canvis de forma i mida, combinació i repetició de rectangles, triangles i circumferències en tramats, combinacions o formacions complexes.
- En molts casos l'observador participa activament movent-se o desplaçant-se per poder captar l'efecte òptic completament.
- L'artista de l'Op Art no pretén plasmar en la seva obra sensacions o situacions, no hi ha cap aspecte emocional en l'obra.

## Representants de l'art òptic o Op-Art
Alguns representants il·lustres o històrics d'aquesta corrent, molts també amb obra cinètica relacionada, son:

### Internacionalment
- Els veneçolans Carlos Cruz-Diez, Jesús Rafael Soto, etc.;
- els argentins Julio Le Parc, Martha Boto (Buenos Aires 1925 - París 2004), el francès argentí d'origen italià Gregorio Vardanega, etc.;
- l'israelià Yaacov Agam (יעקב אגם) (Rixon le-Tsiyyon, Palestina, 1928)
- els italians Dadamaino (Eduarda Emilia Maino, 1930-2004), Alberto Biasi, Marina Apollonio, etc;
- els anglesos Bridget Riley (Norwood, Londres, 1931), Peter Sedgley (Londres 1930), etc.;
- el gal·lès Jeffrey Steele (1931–2021),[3] etc;
- els americans Edna Andrade (1917-2008), Francis Celentano, Richard Anuszkiewicz (1930-2020), Kenneth Noland, Rosemarie Castoro, Lawrence Poons (els dos últims artistes amb una fase d'art òptic), Marian Zazeela,[4] etc.;
- els belgues Walter Leblanc, Pol Bury, etc.;
- els francès François Morellet, etc.;
- el francès d'origen hongarès Victor Vasarely;
- l'hongaresa Vera Molnár (Budapest, 1924), etc.;
- els alemanys, o d'origen alemany, Heinz Mack, Günther Uecker i l'americà d'origen alemany Josef Albers,[5][6] l'americana d'origen alemany Anni Albers en algunes peces, etc.;
- etc.

### A l'Estat Espanyol
- l'extremeny Ángel Duarte Jiménez (Aldeanueva del Camino, Cáceres, 1930 – Sion, Suïssa) i el castellanomanxec Francisco Sobrino Ochoa [Guadalajara (Castella - la Manxa), 1932 − Bernay (Eure), Normandia, 2014], etc.;

### Als Països Catalans
- els valencians Monika Buch,[7] Eusebi Sempere (Onil, Alacant, 1923-1985) i Andreu Alfaro (València 1929-2012), etc..
- el català Jordi Pericot i Canaleta (art òptic cinètic), etc.;
- etc.

### Addicionalment
- i en el terreny de l'art cinètic amb aspectes d'art òptic, l'artista libanesa Mona Hatoum, els italians Grazia Varisco i Gianni Colombo, el francès d'origen hongarès Miklós/Nicolas Schöffer, l'alemany Hans Haacke, l'hongarès László Moholy-Nagy (1895-1946), constructivista que "modulava la llum" amb les seves escultures cinètiques, etc.;
- i relacionada amb aquests moviments, incidint particularment en la llum, hi ha l'artista italiana Nanda Vigo. L'artista japonesa Yayoi Kusama, precursora del pop art i el minimalisme també es podria considerar relacionada amb l'art òptic.

Algunes obres representatives de l'Op-Art:
- V. Vasarely (1908-1997), K. Tridem
- V. Vasarely (1908-1997), Vonal Ksz.
- V. Vasarely (1908-1997), Zebegen